# 兀岳
兀岳（はげだけ）は、長野県飯田市と下伊那郡阿智村との境にある山である。木曽山脈（中央アルプス）の南部にあり、山体すべてが長野県に属する。標高1,636m。

## 概要
「兀」の文字には、「（山などの上が）高くて平らな様。高く飛び出た様。」という意味がある。遠くから眺めると、その名のとおりゆったりとした形である。
付近一帯は、大平高原と呼ばれている。登山口の大平峠一帯は、大平峠県民の森となっている。峠を隔てて北側には夏焼山がある。

## 登山道
登山道は、大平峠（木曽峠）からと、阿智村の小黒川からの2コースがある。
2009年3月31日に阿智村に合併される前の旧清内路村では、毎年秋に村民登山があり登山道の笹刈り等が行われていたが、このことが小黒川のコースが一般に知られ利用されるようになった一因でもある。 

## 周辺の山
| 画像 | 名称     | 標高 m | 三角点 等級 | 兀岳との 距離 km | 備考         |
| ---- | -------- | ------ | ----------- | ---------------- | ------------ |
|      | 摺古木山 | 2,169  | 一等        | 7.3              |              |
|      | 南木曽岳 | 1,677  | 二等        | 7                | 日本三百名山 |
|      | 夏焼山   | 1,503  | 四等        | 1.6              | なつやけやま |
|      | 兀岳     | 1,636  | 三等        | 0                |              |
|      | 風越山   | 1,535  | 二等        | 7.2              |              |
|      | 恵那山   | 2,190  | 一等        | 15.6             | 日本百名山   |

木曽山脈（中央アルプス）の主な山は、木曽山脈を参照。

## 関連図書
- 『(改訂新版)　名古屋周辺の山』山と渓谷社、ISBN 978-4-635-18017-7
- 『新・分県登山ガイド(改訂版)　長野県の山』山と渓谷社、ISBN  978-4-635-02365-8
- 『中央アルプスの山旅　地形・地質観察ガイド』飯田市美術博物館